# Таврийское (Херсонский район)
Таври́йское (укр. Таврійске; до 2016 г. — Ки́рово) — село в Белозёрской поселковой общине Херсонского района Херсонской области Украины.
Почтовый индекс — 75012. Телефонный код — 5547. Код КОАТУУ — 6520385502.

## Население
Население по переписи 2001 года составляло 566 человек. В 2023 году в селе проживало 210 человек.

### Языковой состав
Родной язык населения по данным переписи 2001 года:
| Язык       | Численность, чел. | Доля     |
| ---------- | ----------------- | -------- |
| Украинский | 521               | 92,05 %  |
| Русский    | 28                | 4,95 %   |
| Молдавский | 8                 | 1,41 %   |
| Армянский  | 8                 | 1,41 %   |
| Другое     | 1                 | 0,18 %   |
| Итого      | 566               | 100,00 % |

## Местный совет
75012, Херсонская обл., Белозёрский р-н, с. Правдино, ул. Высоцкой, 59